# Navadna pesa
Navadna pesa (znanstveno ime Beta vulgaris) je kritosemenka iz družine Chenopodiaceae (metlikovke). Domorodna je na obalah zahodne in južne Evrope, od južne Švedske in Britanskega otočja vse do Sredozemskega morja. Pomembna je zaradi gojenih sort: rdeče pese, krmne pese in sladkorne pese.
Gre za  dvoletno ali trajno zeliko z listnatimi stebli višine enega do dveh metrov. Listi so oblikovani srčasto, pri divjih rastlinah dolgi 5–20 cm (pri gojenih navadno mnogo večji). Cvetovi se oblikujejo po dva do pet skupaj, so zelo drobni, premera 3–5 mm, zeleni ali rdečega odtenka in imajo pet cvetnih listov. Oprašuje jih veter. Plod je klobčič trdih oreškov.
Poznamo tri podvrste pese:
- Beta vulgaris subsp. maritima. Primorska pesa. Severozahodna Evropa. Rastlina je manjša, višine do 80 cm; korenina ni odebeljena.
- Beta vulgaris subsp. vulgaris. Sredozemska Evropa. Velikosti do 2 m; z okroglastim mesnatim korenom. Prednik kultivirane navadne pese (in ne subsp. maritima, kot ponekod napačano piše).
- Beta vulgaris subsp. cicla - blitva

Kultivirane oblike izvirajo so se razvile iz obmorskih rastlin Evrope in Azije. K razvoju sladkorne pese je močno pripomogla celinska blokada v napoleonskih vojnah.

## Gojenje in uporaba
Koren in listi podvrste vulgaris so užitni in pomembna poljščina. Rdečo peso lahko olupimo, dušimo in jemo toplo z maslom kot slaščico; kuhano, marinirano in ohlajeno kot začimbo; ali pa olupljeno, na koščke narezano kot solato. Liste in stebla lahko dušimo kot zelenjavo, za kar so primernejše mlade rastline.
Navadna pesa je tudi hrana ličinkam številnih vrst metuljev.

### Pomen v prehrani
Koren rdeče pese je bogat z vitaminom C, nadzemni del pa je odličen vir vitamina A. Pesa vsebuje tudi veliko folatov, pa tudi topne in netopne vlaknine in več antioksidantov.
Pesa je med najsladkejšimi zelenjavami, saj vsebuje celo več sladkorja kot korenje ali koruza. V rdeči pesi ni več sladkorja kot 10 %, v sladkorni pa ga je navadno med 15 do 20 %.
Povprečna skodelica (225,8 gramov) narezane rdeče pese vsebuje:
- energija: 31 Cal (130 kJ)
- ogljikovi hidrati: 8,5 g
- vlaknine: 1,5 g
- folna kislina: 53,2 µg
- fosfor: 32 mg
- kalij: 259 mg
- beljakovine: 1,5 g

Rdečo peso lahko skuhamo in jemo kot krompir ali repo. Priljubljena jed iz rdeče pese je boršč, ki je ukrajinska narodna juha, poznajo pa jo tudi v drugih delih vzhodne Evrope. V Avstraliji dajejo peso v hamburgerje. Užitni so tudi listi pese, ki se jih uporablja v 'pesinih sarmah', kar je podobno sarmam iz zelja.
Pesa lahko tako kot ohrovt, špinača, korenje in repa vsebuje veliko nitratov, zato z njo ne bi smeli hraniti otrok, mlajših od 6 mesecev.

### Uporaba v medicini
Že od antike se različne kultivirane oblike Beta vulgaris uporabljajo tudi v zdravilstvu.
Rimljani so peso uporabljali pri zdravljenju mrzlic in zaprtja, pa tudi v druge namene. Apicij v De Re Coquinaria navaja pet receptov za juhe, ki se jih lahko uporabi kot odvajala; med temi jih pet vsebuje koren navadne pese. Hipokrat je svetoval uporabo listov pese kot obvezo za rane.
Od časov Rimljanov imajo sok pese tudi za afrodiziak. Bogat je z borom, ki ima pomembno vlogo v sintezi humanih spolnih hormonov.
V srednjem veku in pozneje so peso uporabljali v najrazličnejše namene, posebno pa pri boleznih v zvezi s prebavo in krvjo. Platina je peso svetoval skupaj s česnom za izničenje učinka »česnove sape«.
Peso imajo za univerzalno zdravilo tudi danes. Eden najbolj spornih primerov je uradni položaj južnoafriške ministrice za zdravje v zvezi z zdravljenjem aidsa. Dr. Manto Tshabalala-Msimang, zdravstvena ministrica v vladi Thaba Mbekija, je zaradi propagiranja rdeče pese in druge zelenjave namesto protiretrovirusnih zdravil za AIDS, ki jih ima za toksična, dobila vzdevek 'dr. Rdeča pesa'.
Pesa vsebuje veliko hranila betaina. Dodatke betaina, ki jih pridobivajo kot stranski proizvod predelave sladkorne pese, predpisujejo za zniževanje potencialno toksičnih ravni homocisteina (Hcy), naravne aminokisline, ki naj bi prispevala k tveganju za miokardni infarkt, možgansko kap in periferno žilno bolezen.